# Rubik (stad)
Rubik ([ɾubik]; bepaalde vorm: Rubiku) is na de gemeentelijke herinrichting van 2015 een deelgemeente (njësitë administrative përbërëse) van de Albanese stad (bashkia) Mirditë in het noorden van Albanië in de prefectuur Lezhë, en ligt in de vallei van de rivier de Fan. Rubik telt 4500 inwoners (2011). Ze is ruwweg halverwege tussen Rrëshen en prefectuurshoofdstad Lezhë gelegen. Ongeveer de helft van de inwoners woont in de stad zelf, de andere helft in andere kernen; 
Rubik staat voornamelijk bekend om haar dertiende-eeuwse kerk, boven op een rots gelegen, en haar koperfabriek, die verlaten is sinds het einde van het communisme. Rond de kerk bevinden zich ruïnes van oude pastoorshuizen.

## Geografie
Naast het centrum behelst Rubik de volgende kernen: Bulger, Bulshizë, Fang, Fierzë, Katund i Vjetër, Livadhëz, Munaz, Rasfik, Rreja e Velës, Rreja e Zezë, Rrethi i Sipërm en Vau Shkezë.